# 東横野村
東横野村（ひがしよこのむら）は群馬県の西部、碓氷郡に属していた村。

## 地理
- 河川 - 天神川、猫沢川

## 歴史
- 1889年（明治22年）4月1日 - 町村制施行により、鷺宮村、中野谷村、上間仁田村、下間仁田村が合併して東横野村が成立する。
- 1955年（昭和30年）3月1日 - （旧）安中町、原市町、磯部町、岩野谷村、板鼻町、秋間村、後閑村と合併して安中町を新設する。
- 1958年（昭和33年）11月1日 - 安中町が市制施行して安中市となる。